# 수관급 장교
수관(帥官)은 군대에서 차수, 원수, 대원수를 통틀어 이르는 말이다. 조선인민군에서만 주로 쓰이는 말이고 보통은 수관 계급을 따로 구분하지 않는다.

## 같이 보기
- 군대